# Канчело (Катанцаро)
Канчело (итал. Cancello) је насеље у Италији у округу Катанцаро, региону Калабрија.
Према процени из 2011. у насељу је живело 556 становника. Насеље се налази на надморској висини од 279 м.